# 池溪乡
池溪乡，是中华人民共和国江西省南昌市进贤县下辖的一个乡镇级行政单位。

## 行政区划
池溪乡下辖以下地区：
池溪社区、徐桥村、欧溪村、向家村、桥南村、城岗村、栎山村、池溪村、湖田村、岭里村、黎家村和观花岭林场生活区。